# ضلكنة (قلنسية)
ضلكنة هي إحدى قرى عزلة قلنسية وعبد الكوري بمديرية قلنسية وعبد الكوري التابعة لمحافظة أرخبيل سقطرى، بلغ تعداد سكانها 65 نسمة حسب تعداد اليمن لعام 2004.